# Двоевка (аэродром)
Двоевка (Вязьма) — аэродром совместного базирования (военный и спортивный аэродром) в Смоленской области, расположенный в 9 км юго-восточнее города Вязьма.

## История
В начале Великой Отечественной войны на аэродроме базировалась истребительная авиация ПВО на самолётах МиГ-3. Авиаполки обеспечивали оборону Москвы.
С октября 1948 года по 1951 год на аэродроме выполнял задачи ПВО на самолётах Ла-7 и МиГ-15 (с 1950 года) 722-й истребительный авиационный полк ПВО 3-й гвардейской истребительной авиационной Брянской Краснознамённой ордена Суворова дивизии ПВО 32-го истребительного авиационного корпуса ПВО 19-й воздушной истребительной армии ПВО (с февраля 1949 года 98-й гвардейской истребительной авиационной Брянской Краснознамённой ордена Суворова дивизии ПВО 78-го истребительного авиационного корпуса ПВО 78-й воздушной истребительной армии ПВО). В декабре 1951 года полк перебазировался в состав 26-й истребительной авиационной дивизии 22-й воздушной армии Северного военного округа на аэродром Бесовец (Петрозаводск).

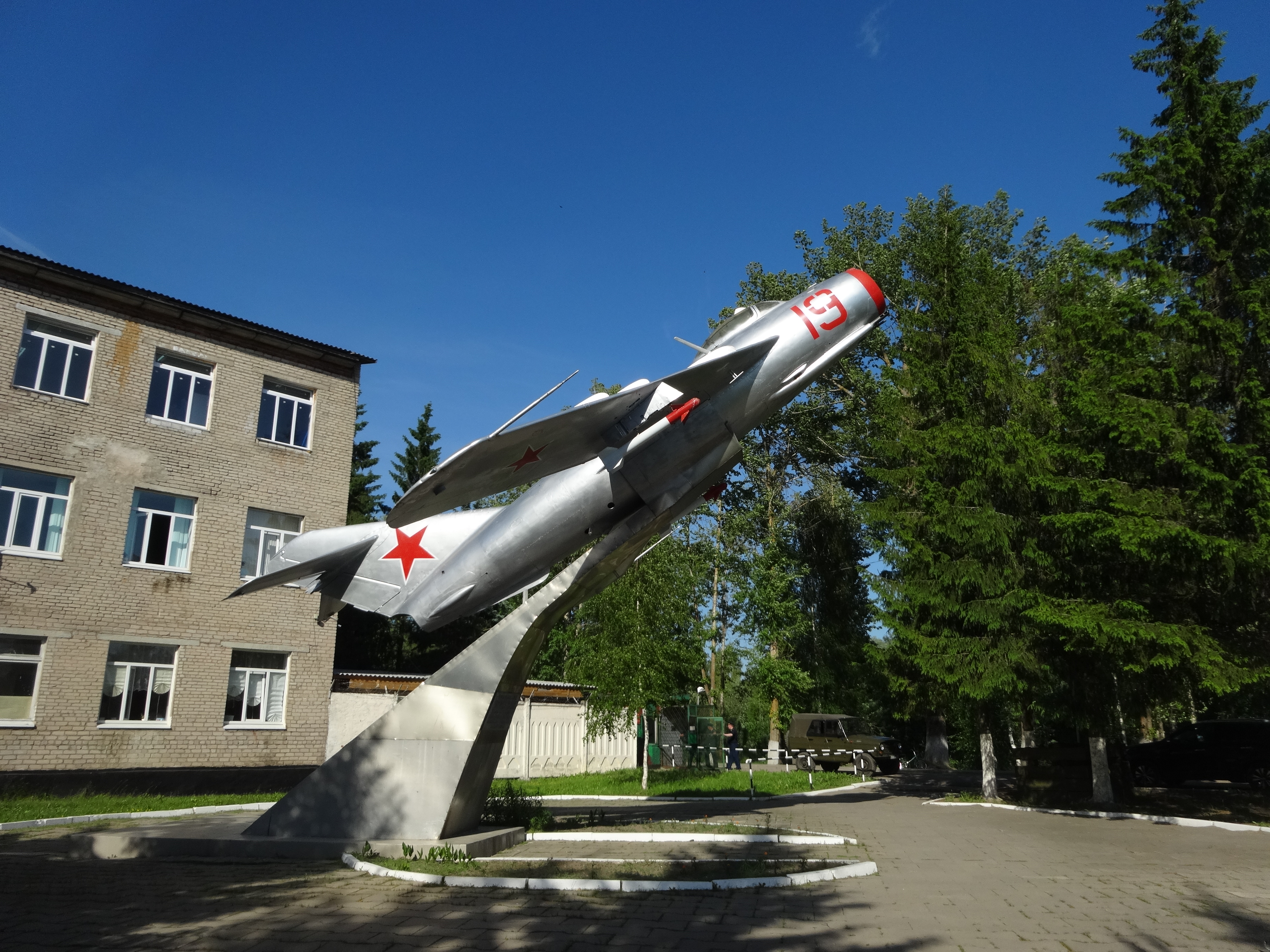
Памятник летчикам 32 и 401 авиаполков 43 авиадивизии

В период с октября 1951 года по май 1960 года на аэродроме базировался 304-й истребительный авиационный полк ПВО 297-й истребительной авиационной дивизии ПВО 88-го истребительного авиационного корпуса ПВО 52-й воздушной истребительной армии ПВО Московского округа ПВО на самолётах МиГ-15 и МиГ-17. В мае 1960 года полк расформирован.
В июне 1960 года на аэродроме был организован Вяземский учебный авиационный центр ДОСААФ.
В сентябре 1992 года из Западной группы войск с аэродрома Дрезден была выведена 6-я отдельная вертолётная эскадрилья. С 1994 года эскадрилья перешла на штат эскадрильи радиоэлектронной борьбы (6-я ОВЭ РЭБ), получив вертолёты Ми-8штш, Ми-8ппа, Ми-8смв, Ми-8мтпб. 1 сентября 1997 года эскадрилья расформирована.
С 1992 года до ноября 2009 года на аэродроме базировался 440-й отдельный вертолётный полк боевого управления, на вооружении которого стояли вертолёты Ми-8 и Ми-24 (14 июля 1992 года был выведен в Вязьму из ГДР в период вывода Западной группы войск). В 2009 году полк переформирован в 378-ю авиационную базу армейской авиации. Позднее авиабазу снова переформировали в 440-й отдельный вертолётный полк.

## Современное состояние
На аэродроме базируются:
- 378-я авиабаза армейской авиации (2 разряда) — вертолёты Ми-24, Ми-8, Ми-28Н, Ка-52.
- Вяземский аэроклуб РОСТО (преобразованный из Вяземского УАЦ ДОСААФ). В составе аэроклуба находится пилотажная группа «Русь», выступающая на самолётах Л-39.[4].

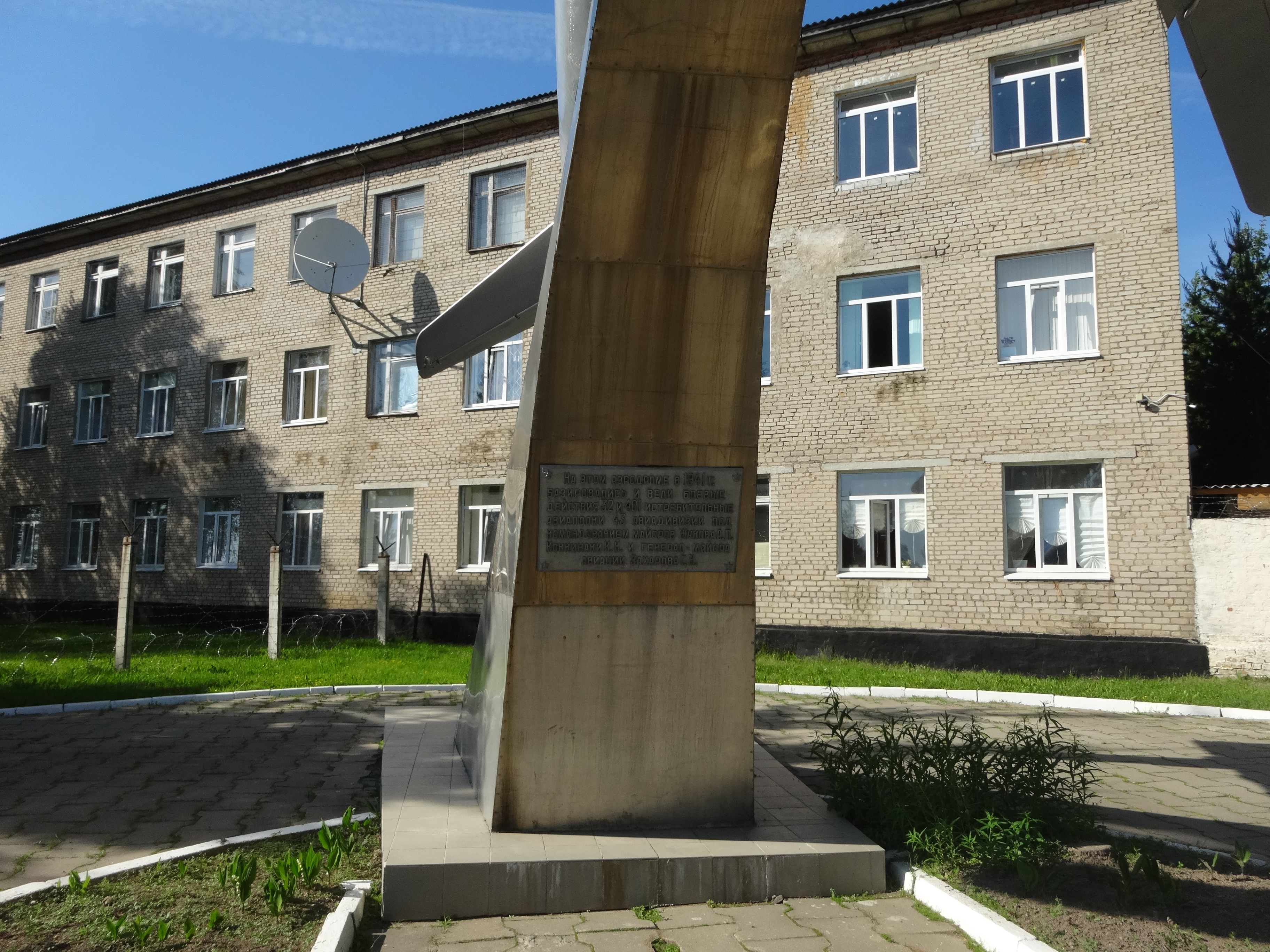
Вяземский аэроклуб РОСТО (преобразованный из Вяземского УАЦ ДОСААФ)